# Stanniol
Stanniol är en tunnvalsad plåt av tenn som idag nästan helt ersatts av aluminiumfolie. Tenn (lat. stannum; kem. tecken Sn) är en sedan forntiden känd metall som använts till dryckeskärl, tallrikar och andra husgeråd.